# Balkan-Zornnatter
Die Balkan-Zornnatter (Hierophis gemonensis, Syn.: Coluber gemonensis) ist eine ungiftige Schlangenart aus der Gattung Hierophis in der Familie der Eigentlichen Nattern (Colubridae).

## Merkmale
Erwachsene Tiere sind meist kleiner als 100 Zentimeter, können jedoch über 130 Zentimeter lang werden.
Der Kopf ist auffallend hoch gewachsen, der Körperbau insgesamt schlank, aber kräftig. Die Grundfarbe der Balkan-Zornnatter tendiert zwischen braunen, rotbraunen, gelben und grauen Tönen. Zahlreiche, dunkle Flecken verteilen sich gelegentlich über den gesamten Körper, meist aber nur das vordere Körperdrittel. Zum Schwanz hin können diese zu einer Streifenzeichnung verschmelzen. Auch vollständig zeichnungslose Exemplare kommen vor. Jungtiere ähneln den Erwachsenen, sind aber deutlich kontrastreicher gezeichnet.

## Lebensraum und Verbreitung
Die Balkan-Zornnatter bewohnt trockenes, steiniges Gelände mit niedrigem Bewuchs, und kann somit in der Macchie, Phrygana, in lockerem Baumbestand, Weinbergen und Olivenhainen sowie in ländlichen Gärten und Ruinen von Meereshöhe bis in Höhen von 1400 Metern angetroffen werden.
Ihr Verbreitungsgebiet erstreckt sich im Nordwesten von Slowenien und der istrischen Halbinsel, das kroatische Küstengebiet mit seinen Inseln entlang über den südlichen Teil von Bosnien und Herzegowina und Montenegro, den Westen Albaniens bis nach Griechenland, einschließlich des Peloponnes, der Ionischen Inseln sowie Kreta und Karpathos.

## Lebensweise
Die Balkan-Zornnatter frisst bevorzugt Eidechsen und große Insekten, aber auch kleine Säuger und Vogelküken.
Das Weibchen bringt ein Gelege mit vier bis zehn Eiern hervor. Die Jungtiere schlüpfen nach einer Inkubationszeit von 60 bis 70 Tagen bei Gesamtlängen von durchschnittlich 15 cm.

## Systematik
Die wissenschaftliche Erstbeschreibung erfolgte 1768 durch Josephus Nicolaus Laurenti als Natrix gemonensis. Die Terra typica ist Gemona del Friuli in Norditalien; hier kommt die Art allerdings nicht mehr vor.
Während Laurenti die Balkan-Zornnatter noch den Europäischen Wassernattern (Natrix) zuordnete und sie damit neben die Ringelnatter (Natrix natrix) stellte, wurde sie später unter anderem in die Gattung Zamenis als auch in die Gattung der Zornnattern (Coluber) eingeordnet. Die Gattung Coluber umfasste Schlangenarten aus Europa, Asien und Nordamerika, die sich auf Grund des für die Jagd auf flinke Beute wie Eidechsen spezialisierten Körperbaus sehr ähneln. Daher wurde auch die Balkan-Zornnatter zur Gattung Coluber gerechnet, bis molekularbiologische Untersuchungen zu einer Aufspaltung der Gattung Coluber führten. Zusammen mit der Gelbgrünen Zornnatter und Hierophis spinalis  bildet sie nun die Gattung Hierophis.

## Gefährdung
Auch wenn die Balkan-Zornnatter auf der Roten Liste der IUCN als  (=least concern - nicht gefährdet) eingestuft ist, und in einigen Gegenden recht häufig sein kann, scheint die Verbreitung in Albanien rückläufig zu sein. Bedrohung erfährt die Natter vor allem durch den zunehmenden Straßenverkehr und Brandstiftung.